# آوای وحش (فیلم ۱۹۲۳)
آوای وحش (انگلیسی: The Call of the Wild) یک فیلم ماجرایی آمریکایی به نویسندگی و کارگردانی «فرد جکمن» و تهیه‌کنندگی هال روچ است که در سال ۱۹۲۳ منتشر شد.
فیلمنامهٔ این فیلم بر پایهٔ رمان آوای وحش اثر جک لندن نگاشته شده بود.

## بازیگران
- جک مولهال
- پگی اهرن[۲]
- لاسی لو اهرن
- والتر لانگ
- سیدنی دی‌البروک
- لورا روسینگ
- فرانک باتلر
- جک مورفی
- موریس مورفی